# Terrafugia

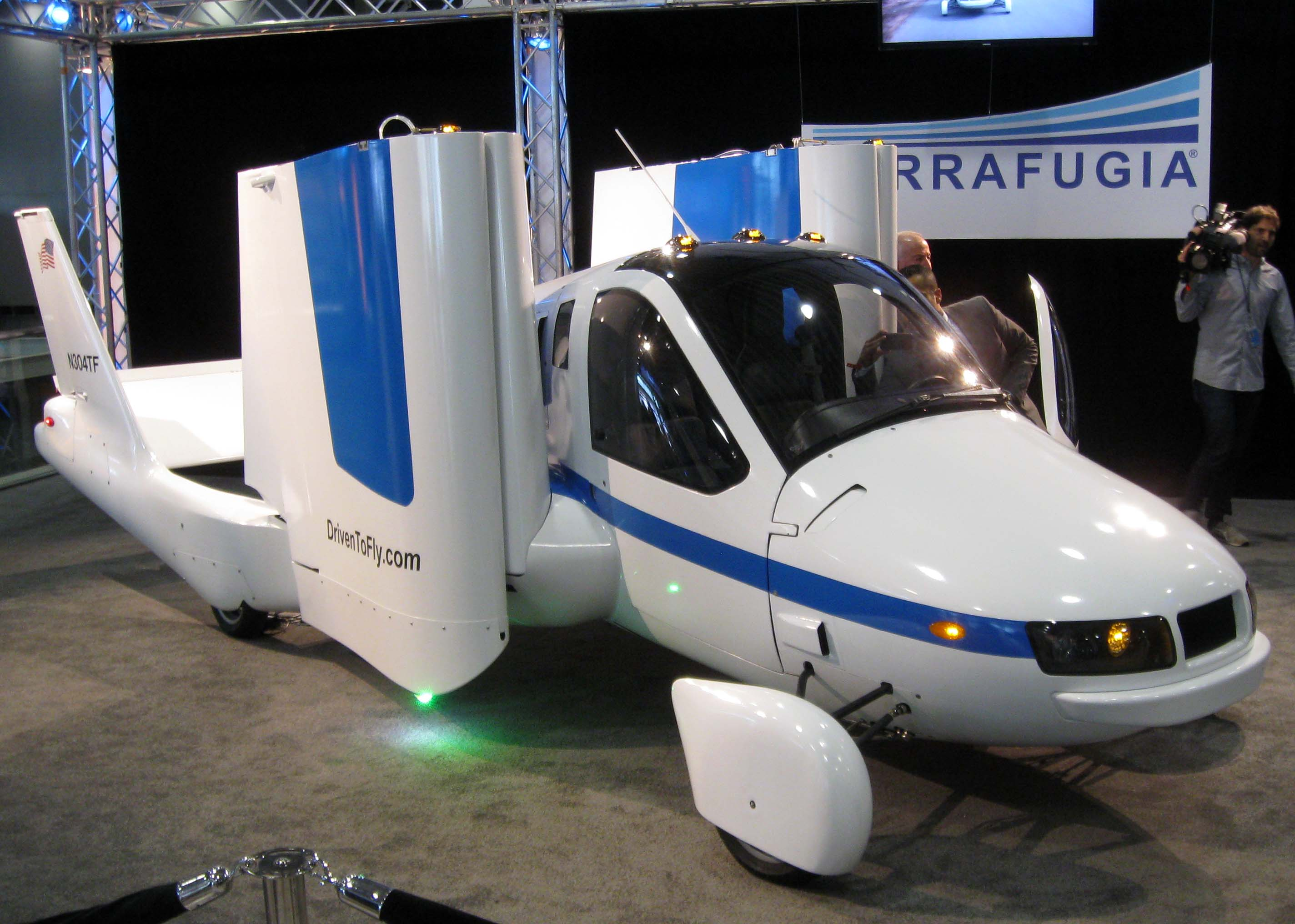
Terrafugia Transition

Terrafugia – firma powstała w 2006 roku, zajmująca się projektowaniem i produkcją samochodów latających. W 2009 roku zaprezentowała model Transition, który miał wejść do sprzedaży pod koniec 2012 roku.